# 乾岔子島事件
乾岔子島事件（かんちゃずとうじけん）は、1937年（昭和12年、康徳4年）6月19日黒竜江（アムール川）流域における黒河下流の乾岔子と金阿穆河（ちんあむほう）両島で起きたソビエト連邦と満洲国間の国境紛争である。実質的には日ソ国境紛争であった。

## 背景
1860年に締結された北京条約ではロシアと清の国境は黒竜江とされ、黒竜江の主流は乾岔子、金阿穆河両島の北を流れているため国際公法上の通念から満ソ両国の境界線は主流、つまり両島の北側の水道の中心にあることから両島が満洲国の領土であることに問題はなく、しかも古くから満洲国人が農業・漁業・採金に従事する住民となっていた。
満洲国建国後においても1934年9月、黒河において満洲国哈爾濱航政局とソビエト連邦アムール国立船舶局との間に結ばれた航行状況改善に関する協定の第五条に「河岸上に航行標識を設置する工事及其監督事項は双方各単独に於いて実施す」とあることから、乾岔子島と金阿穆河島の標識は満洲国が設け、満洲国航政局員が常駐して標識の管理が行われ、当初はソビエト側もこの事実を承知して何らの問題も起きていなかったが、後にソビエト側はこの協定を単なる汽船会社間の取決めで国際的な拘束力を持たないものだと抗弁した。だが、国家官庁間の取決めであることに疑う余地は無かった。
ソ連の極東方面における軍備には航空機1200、戦車1200、装甲自動車600に加え、ウラジオストックを中心に小艦艇・潜水艦140隻、ハバロフスクには砲艦、砲艇等30隻余を擁するアムール小艦隊があり、兵力は約30万という優勢からその前線部隊の将兵や航空機の不法越境を試みることも常態化し、日本人・満洲人を拉致し、不法射撃すら行うという極めて挑戦的な態度を示し、国境紛争の原因となっていた。主な紛争事件だけでも1935年には136件、1936年には203件、1937年は6月までに86件に達していた。ソ連は1937年4月に満洲国ソビエト連邦間協定の廃棄を通告後、黒竜江流域に散在する満洲国領の内、要地である島嶼の不法占拠、ボヤルコワ水道閉鎖問題などの不法行為を繰り返し、満洲国側の抗議に対しても逆に抗議を持ち出すなど国際信義を無視する挑戦的行動を行っていた。

## 事件概要
1937年6月19日以来、満洲国とソ連の国境を流れる黒龍江流域黒河の下流にある満洲国領乾岔子島及び金阿穆河島に、不法に越境したソビエト軍が侵入し、満洲国職員である乾岔子島の航路標識点火夫の宿舎に侵入し、さらに両島に住んでいる満洲国人の採金夫等を追い払って占拠し、両島に沿う黒龍江本流を通航する満洲国側艦船の航行を阻止しようとしたため、同地方の国境警備を行っていた満洲国軍監視隊との間に紛争を生じ、事態が険悪となった。そのため、モスクワの重光大使は日本政府の訓令によって、6月28日、ソビエト政府のストモニアコフ外務人民委員代理に対し、満洲国と共同防衛の関係にある日本は、満ソ間に起った乾岔子島事件の事態に対して深い関心を持ち、東亜平和の見地から速やかに事態の平静に帰することを希望するのであるから、乾岔子におけるソビエト赤軍出先の不法な行為を是正してもらいたいと強硬に申入れた。
更に翌29日、重光大使はリトヴィノフ外務人民委員に対して交渉を重ねた結果、リトヴィノフ委員は、両島から派遣部隊を撤退し、現状を回復すること及び附近に集結しているソビエト軍を引揚げることに同意し、日本側にも同様に緊張した情勢を緩和する措置をとることを求めたので、一応事態は緩和される筈であった。
モスクワでそのような交渉が行われていたが現地の赤軍は両島から撤退する様子もなく、逆に兵力を集中させて日本と満洲国側を威嚇するかの様相を示し、30日午後3時頃ソビエトの砲艦三隻が乾岔子水道の南側に侵入すると突如満洲国領の江岸にいた日本と満洲国の兵に向って発砲したため日本軍・満洲軍も自衛の為やむを得ず応戦し、ソビエト砲艇一隻を撃沈し、別の一隻に大損害を与えた。
この不祥事件の突発に対して、日本政府は、ソビエト側の不信行為を深く遺憾としたが、更なる不祥事件発生を避けるために、ソビエト側が速やかに兵力を撤収し、事態を拡大させぬことを期待する旨の意向を発表すると共に、モスクワにおいて、重光大使を通してソビエト当局に厳重な抗議を提出し、その反省を促した。重光大使とリトヴィノフ外務人民委員との間に連日折衝が行われ、日本側の厳重な交渉の結果、7月2日夕刻国防人民委員部は乾岔子島及び金阿穆河島にいたソビエト哨兵並びに両島附近に集結中の砲兵隊、艦艇の撤収を命じ、4日までにほとんどの撤収が終了した。

## 現場の経過
事件発生前から乾岔子と金阿穆河両島附近のコンスタンチノフスキ水道、ボヤールコフ水道附近にはソ連の砲艦砲艇が多数集結していた。
6月19日午前4時、奇克特上流約25kmの乾岔子島西北側にある満洲国航路標識168号附近にモーターボート2隻によりソ連兵20名余りが越境上陸し、その航路標識附近にある点火夫宿舎の看板を強奪すると共に点火夫に退去を強要、ついで168号標識より下流約8kmにある175号標識の地点に移動して同標識附近の点火夫及び附近の採金苦力を追放、午前9時30分頃黒竜江のソ連領側にあるノウオペトロウスキーに引揚げた。同日午前11時頃ソ連領側コンスタンチノフスキの対岸の満洲国領側金阿穆河島にソ連兵が上陸すると附近の採金苦力40名に退去を強要するとともに一部の苦力を拉致した。
事件を知った満洲国軍及び満洲国警察官十数名が乾岔子島に入って現地調査中の20日午前6時20分頃砲艦一隻と警備艇一隻に分乗したソ連兵約30名が乾岔子島に上陸すると重軽機関銃による援護と共に攻撃を開始したため満洲国軍は任務を終了して後退した。
21日朝からソ連兵約40名が再度乾岔子島に上陸して陣地を構築し、一方ソ連の警備艇2隻はコンスタンチノフスキ対岸の東家地営子に不法越境すると満洲国人一名を拉致、22日午後には乾岔子島の航路標識169号附近で五、六名のソ連兵による散兵壕の構築、24日正午頃には金阿穆河島を占拠しているソ連兵約30名が確認された。その後、金阿穆河島にはソ連農民が多数上陸して土嚢、塹壕等の構築を行った。
満洲国外交部は繰り返されるソ連国境部隊の不法占拠と満洲国人の拉致事件に関してソ連政府に対し再三抗議を提出しソ連側の誠意ある回答を要求したが6月28日に至ってもソ連は何らの回答を行わずに事件現場には砲艦十数隻を集結させて満洲国側を威嚇する態度を示したため、同日満洲国外交部の北満外交部特派員を通して在哈爾濱ソ連総領事に対しソ連側の回答を督促するとともに、再度口頭で事件責任者の処罰並びにソ連兵の満洲国領内よりの撤退を要求した。
30日午後3時頃、ソビエトの砲艦三隻が乾岔子水道の南側に侵入すると突如満洲国領の江岸で水浴中であった日本と満洲国の兵に向って発砲を開始したため、日本軍・満洲軍も自衛の為応戦し、その内一隻を撃沈、別の一隻には大きな損害を与え、残りの一隻を逃走させた。日本と満洲国両政府は直ちにソ連に対して抗議を行った。
重光大使とリトヴィノフ外務人民委員との折衝の結果、7月2日、ソ連国防人民委員部は乾岔子島及び金阿穆河島にいたソビエト哨兵並びに両島附近に集結中の砲兵隊、艦艇の撤収を命じ、4日までにほとんどの撤収が終了した。

## その後
1939年5月末、饒河県東安鎮上流20km付近のアムール川上の島で満洲国軍とソ連軍の戦闘が発生し、満軍の騎兵中隊1個と砲艇2隻が全滅させられた（東安鎮事件）。ソ連側はこれを乾岔子島事件の報復であるとした。日本の関東軍は反撃を検討したが、西部国境でノモンハン事件が発生中であることを考慮して断念した。